# 聖華金谷學院
聖華金谷學院（San Joaquin Valley College，SJVC）是位於美國加利福尼亞州的一所營利性的兩年制專科學校，在州內共有13個校區。該學院創立於1977年，其名來自加州的聖華金谷。

## 外部連結
- San Joaquin Valley College